# Jhumpa Lahiri
Jhumpa Lahiri (nascuda el 1967) és una escriptora americana d'origen indi (els seus pares eren de Bengala). Tot i néixer a Londres, viu als Estats Units des que els seus pares s'hi van traslladar el 1969, quan ella tenia només dos anys. Els seus orígens es veuen sovint reflectits en la seva obra, que versa sobre la convivència de cultures, especialment entre la comunitat índia i l'occidental. El seu primer llibre, el recull de contes Intèrpret d'emocions, va guanyar el Premi Pulitzer d'Obres de Ficció l'any 2000, el PEN/Hemingway Award i una distinció de The New York Times.

## Obres

### Llibres de contes
- 1999 Interpreter of Maladies (Intèrpret d'emocions, Columna, 2000)
- 2008 Unaccustomed Earth (Una terra estranya, Ara Llibres, 2010)

### Novel·les
- 2003 - The Namesake
- 2014 - The Lowland (La fondalada, Amsterdam / Ara Llibres, 2014)

### Contes publicats en revistes
- "Nobody's Business" (12 March 2001, The New Yorker) ("The Best American Short Stories 2002")
- "Hell-Heaven" (24 May 2004, The New Yorker)
- "Once In A Lifetime" (1 May 2006, The New Yorker)
- "Year's End" (24 December 2007, The New Yorker)